# 秋元貴秀
秋元 貴秀（あきもと たかひで、1985年12月7日 - ）は、日本の俳優。北海道札幌市生まれ。身長163cm、体重62kg。

## 来歴・人物
- 北海道札幌平岡高等学校在学時、東京にある芸能事務所のオーディションを受け、業務提携先である地元札幌市の俳優養成所に通う。
- 養成所時代、演劇や芝居の稽古をしながら、映画や舞台にも出演し、高校卒業後、無名塾の入塾を目指すが塾生募集をしていなかったため半年間アルバイトをし上京。
- いくつかの所属事務所を経て現在、ブラックスターに所属。
- 「セキセイインコが大好きな俳優」と、自分のブログやTwitterで紹介している。

## 出演
太字は主演、もしくはメインキャラクター。

### テレビ
- 白夜行（2006年1月、TBS）
- 輪舞曲（2006年1月、TBS）
- 怨み屋本舗（2006年7月、テレビ東京）
- チョコミミ（2007年10月、テレビ東京） - アキバくん 役
- 中居正広の金曜日のスマたちへ 波乱万丈スペシャル 森進一 初激白 おふくろさんの真実（2009年1月、TBS） - 主役・森進一  役
- こころの遺伝子（2010年4月、NHK） - 主役・益川敏英 役
- 任侠ヘルパースペシャル（2011年1月、フジテレビ） - 鷲津組組員 役
- 中居正広の金曜日のスマたちへ 気になる男シリーズ 栗城史多 天国の母と交わした約束 （2011年2月、TBS） - 主役・栗城史多  役
- 中居正広の金曜日のスマたちへ 波乱万丈スペシャル 具志堅用高 絶対に負けない!絶対倒れない!(2011年3月、TBS)- 主役・具志堅用高 役
- 美の巨人たち（2011年10月、テレビ東京） - 松岡映丘 役（青年期）
- ヒトリシズカ（2011年10月、WOWOW）
- 美の巨人たち（2012年1月、テレビ東京） - 狩野内膳 役「南蛮屏風」
- BeeTVあるある星人図鑑　第38話ああいうやついるよね星人（2012年5月）
- 中居正広の金曜日のスマたちへ ニッポン企業伝 セブン-イレブン波瀾万丈（2012年7月、TBS） - 加川守男　役
- 監察医・篠宮葉月 死体は語る12 （2012年11月、テレビ東京） - 鑑識 役
- 中居正広の金曜日のスマたちへ 青森大学新体操部（2012年11月、TBS） - 大坪政幸　役
- あさイチ（2013年12月、NHK） - ストーカー 役
- Business View（2014年1月、J-COM）
- 週末めとろポリシャン♪（2014年2月、TOKYO MX）
- ジモネタ！ぐっと東上（2014年4月-7月、J-COM東上） - レギュラーレポーター
- 実録まさかのオーメン（2016年6月、TBS） - 将司 役
- 黒柳徹子だけが知っているTHEテレビ伝説60年史（2016年7月、テレビ朝日） - テレビ局員 役
- 模倣犯（2016年9月、テレビ東京） - 刑事 役
- 実録！美空ひばりと石原裕次郎 昭和のスター伝説（2016年10月、TBS） - マネージャー 役
- ドクターX〜外科医・大門未知子〜 第4シリーズ（2016年10月-12月、テレビ朝日） - 栗橋陽一 役（レギュラー）
- 日経ドラマスペシャル 琥珀の夢（2018年10月、テレビ東京） - 暁屋 大隈重信 役
- リーガルV〜元弁護士・小鳥遊翔子〜（2018年10月-12月、テレビ朝日） - 記者 役
- 1番だけが知っている（2018年10月、TBS） - 黒ヒョウ飼育員 役
- テレビ朝日開局60周年記念 松本清張ドラマスペシャル『疑惑』（2019年2月、テレビ朝日） - 労働者 役
- 記憶捜査〜新宿東署事件ファイル〜(第1シーズン 第5話)（2019年2月、テレビ東京） - 橘亭平八 役
- ドクターX〜外科医・大門未知子〜 第6シリーズ（2019年10月-12月、テレビ朝日） - 栗橋陽一 役（レギュラー）
- 中居正広の金曜日のスマイルたちへ スペシャル 巨匠・堺正章に切り込む！（2020年1月、TBS）- 主役・堺正章役
- 刑事7人（2020年9月、テレビ朝日）- タワーマンションの住人 役
- 逆転人生 一攫千金！マグロの初競り（2020年12月、ＮＨＫ）- 竹内薫（青年期）役
- 監察医 朝顔 第2シーズン 第10話（2021年1月、フジテレビ）- 篠田祐二 役
- 群青領域 第7話・第8話 （2021年12月3日・10日、NHK）- 事務所スタッフ 役
- 初恋の悪魔 第5話 （2022年8月、日本テレビ）- チンピラ 役
- 演じ屋　(2024年5月、WOWOW) - 刑事役

### WEBドラマ
- 夜霧の聖談〜真夏の百物語〜（YouTube） - 拓也 役

### 映画
- 北の零年（2005年、東映） - 武士 役
- ミナミの帝王 野良犬の記憶（2005年、エクセレントフィルム） - 募金ボランティア 役
- 日本沈没（2006年、東宝）
- 日本の自転車泥棒（2006年、Cinema ANGELICA） - 不良 役
- L change the WorLd（2008年、日活）
- ブラブラバンバン（2008年、トルネードフィルム） - 野球部員 役
- ショートムービー『×（かける）4』（2008年、万田邦敏監督） - 健二 役
- ハゲタカ（2009年、東宝)
- 聯合艦隊司令長官 山本五十六（2011年、東映） - 海軍 整備兵 役
- 同窓会 REUNION（2013年4月、片岡秀明監督） - 同窓生 役
- 振り子（2015年2月、吉本興業/TBSテレビ） - 不良学生 役
- TELL ME ～hideと見た景色～（2022年、KADOKAWA.） - 会社員 役

### CM
- 日本工学院専門学校
- 読売新聞
- au
- JRA
- 株式会社スマイク
- 日立CAB CARDモバイル決済

### 舞台
- MIND〜ヒトツノカラダニ〜（札幌KRAPS HALL） - AD 役
- ルナ〜輪廻転生の世界〜（アーバンホール札幌） - 警察官 役
- 五番目の願い事（札幌市民会館） - レグルス 役
- クリスタル（大阪・森之宮プラネットホール） - 兵士 役
- 大衆演劇「NAOTO」阿部定（池袋シアターグリーン） - 坂田 役
- サンチョパンサ・応（銀座みゆき館劇場） - 土屋巡 役
- 不思議な男の一冊技 〜銀河鉄道の夜 編〜（ART THEATERかもめ座） - 燈台守 役
- 焼け跡から（長野・山梨・福井・神奈川・東京公演） - 佐田達平 役
- れんあかキッズミュージカル　カーテンコールに憧れて（北沢タウンホール） - マッキー 役

### VP
- 日本工学院専門学校
- 日本エイサー

### スチール
- 北海道新聞　旭川 丸井今井
- 浜名湖競艇イメージポスター
- ランスタッド株式会社

### WEB
- 厚生労働省HP 動画で学ぼうパワーハラスメント